# Drosera humbertii
Drosera humbertii är en sileshårsväxtart som beskrevs av Arthur Wallis Exell och Laundon. Drosera humbertii ingår i släktet sileshår, och familjen sileshårsväxter.
Artens utbredningsområde är Madagaskar. Inga underarter finns listade i Catalogue of Life.